# ZERO 〜 Single Collection 〜
『ZERO 〜 Single Collection 〜』（ゼロ・シングル・コレクション）は、ロックバンドD-SHADEが、2000年5月31日にリリースしたベスト・アルバム。シングル表題曲、そして本作のみ収録された新曲「ZERO」のPVを収録したビデオ・クリップ集である『ZERO～D-SHADE Clip Collection～』も同時発売された。

## 概要
メジャー時代にリリースしたシングルA面と、そのカップリング、さらに新曲である「SONIC DRIVE」「ZERO」の、全14曲を収録。また、D-SHADEにとっては初のベストアルバムだったが、本作の発売日が解散日でもあったため、彼らにとっては最後のCDアルバムとなった。シングル曲は全てシングルバージョンで収録された。
表記はされていないが、全曲リマスタリングされている。初回限定盤はスリーブケース仕様。

## 収録曲
作詞: D-SHADE（1、10、11、13）、D-SHADE＆NOB（9）、HIBIKI（2、4、6）、KEN（3、12）、HIBIKI＆KEN（5、8）、KEN＆HIBIKI（7）、松井五郎（14）
作曲: KEN（1 - 8、10 - 14）、YOSHIHIRO＆佐藤宣彦（9）
1. SONIC DRIVE
  - 新曲。
2. BELIEVE
  - 2ndシングルであり、メジャーデビューシングル。
3. Nothing
  - 2ndシングルのカップリング。
4. ENDLESS LOVE
  - 3rdシングル。D-SHADE最大のヒット曲。
5. I FEEL YOU
  - 3rdシングルのカップリング。
6. Truth
  - 4thシングル。
7. knock on me
  - 4thシングルのカップリング。
8. MYSELF
  - 5thシングル。
9. colors
  - 5thシングルのカップリング。
10. ALONE
  - 6thシングル。インディーズ時代の楽曲のリメイク。
11. still
  - 6thシングルのカップリング。
12. Dear...my love
  - 7thシングル。
13. in the AIR
  - 7thシングルのカップリング。
14. ZERO
  - 新曲。本作では唯一のD-SHADEのメンバー以外による単独作詞。